# Georg Schrimpf
Georg Schrimpf (Munique, 13 de fevereiro de 1889—Berlim, 19 de abril de 1938) foi um pintor e autor de gravuras alemão. É considerado um dos mais importantes representantes da Neue Sachlichkeit (Nova objetividade).
Pela incompreensão dos seus pais para as suas qualidades artísticas, teve de pasar pela aprendizagem de confeiteiro, que terminou em 1905, quando começou a viajar, ganhando a vida como camareiro, carvoeiro ou padeiro. Na arte foi um autodidata.
Em 1915 mudou-se para Berlim, trabalhando numa fábrica de chocolate. Mas ali começou a pintar intensamente, animado pelo escritor Oskar Maria Graf, padeiro como ele. Pronto encontrou a estima do galerista Herwarth Walden, que em 1916 expôs pela primeira vez a obra de Schrimpf, com grande sucesso.
Em 1933 foi designado Professor extraordinário na Escola Superior de Pedagogia Artística em Berlim, atividade da qual foi suspenso em 1937, pelas autoridades nazistas. Como motivo, aduziu-se que entre janeiro e abril de 1919 pertencera ao Partido Comunista. A sua arte, portanto, considerou-se "degenerada". Entre as 16 000 obras que, por esse motivo e por ordem do Ministro de Propaganda Joseph Goebbels foram retiradas dos museus alemães, encontravam-se 33 obras de Schrimpf. Porém, ao mesmo tempo alguns hierarcas do Partido nazista, como os ministros Rudolf Heß e Darré, colecionavam os seus quadros.

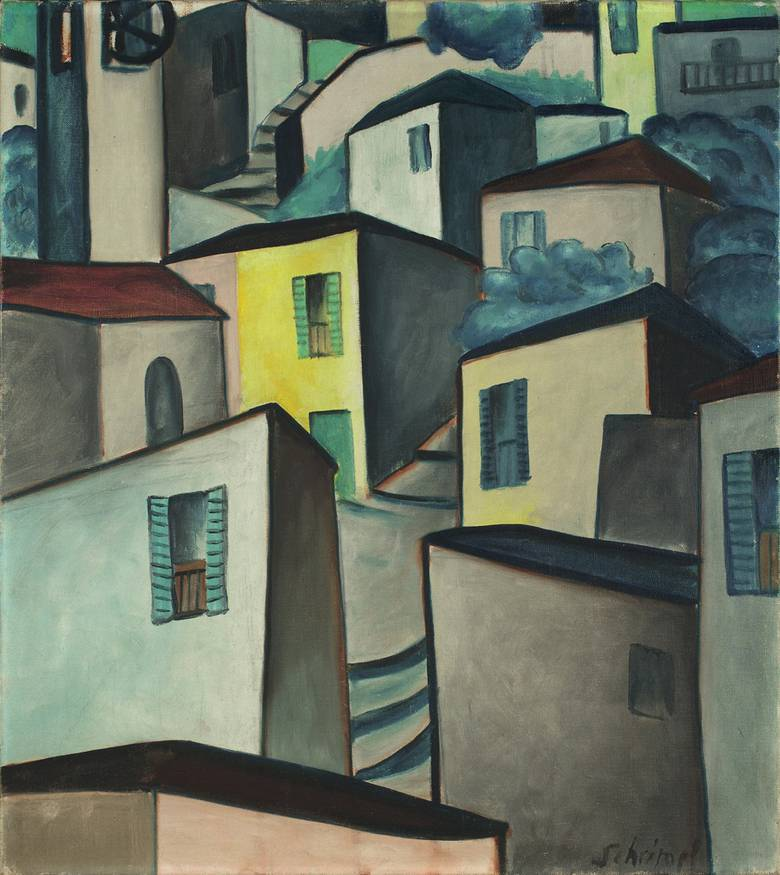
Porto Ronco, 1917 (66 x 59 cm), Alemanha

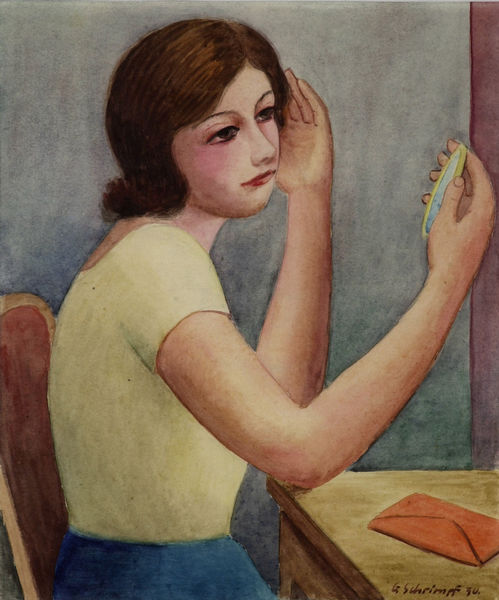
Jovem com espelho, 1930 (29 x 25 cm), Alemanha

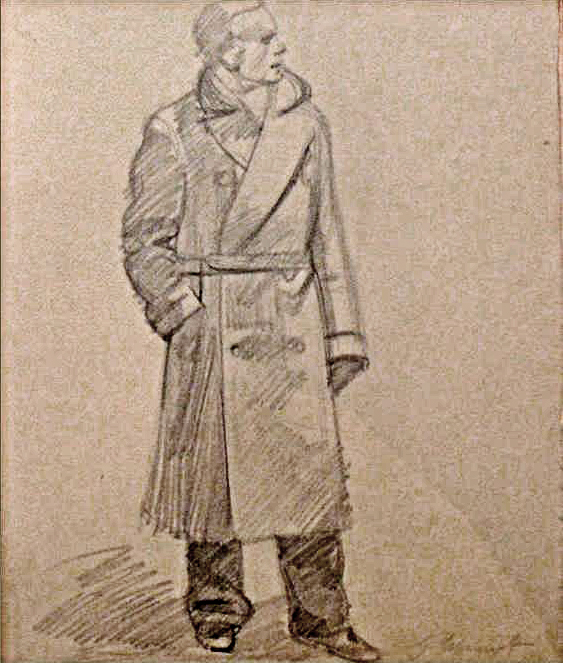
Georg Schrimpf.